# Abdullah Shuhail
Abdullah Shuhail (22 de janeiro de 1985) é um futebolista profissional saudita que atua como defensor.

## Carreira
Abdullah Shuhail representou a Seleção Saudita de Futebol na Copa da Ásia de 2011.